# Андре Леон Теллі
Андре Леон Теллі (англ. André Leon Talley; (16 жовтня 1948 , Вашингтон  — 18 січня 2022 , Вайт-Плейнс, Нью-Йорк ) — американський журналіст у галузі моди.

## Біографія
Теллі народився 16 жовтня 1949 року у Вашингтоні, округ Колумбія, в сім'ї Альми Рут Девіс та Вільяма С. Теллі, таксиста. Незабаром батьки залишили його під опікою бабусі, Бінні Френсіс Девіс, яка працювала прибиральницею в Дьюкському університеті, в Даремі, Північна Кароліна, його дід займався сільським господарством. Незважаючи на це, за словами Теллі, бабуся прищепила йому розуміння прекрасного.
Теллі ріс на півдні США в епоху законів Джима Кроу і випробував всі тягарі сегрегації. Він згадує: «Довгий час моя бабуся не дозволяла білим людям входити до нашої оселі. Це було її правило. Єдина біла людина, яка коли-небудь входила в будинок, був коронер». Його любов до моди була розвинена в ранньому віці його бабусею, Бінні, також він уперше познайомився з журналом Vogue у місцевій бібліотеці у віці десяти років.
Теллі отримав середню освіту в середній школі Гіллсайд, закінчивши її у 1966 році. Потім навчався в Центральному університеті Північної Кароліни, де він отримав ступінь бакалавра мистецтв по спеціальності «французька література» у 1970 році. Також він відучився в Університеті Брауна, де в 1972 отримав ступінь магістра мистецтв по спеціальності «французька література». В Університеті Брауна він писав дисертацію з Шарля Бодлера і планував викладати французьку мову.

### Кар'єра
Починаючи з 1974 року, він працював у Нью-Йорку, у журналі Ворхола за 50 доларів на тиждень. Того ж року Теллі працював з Діаною Вріланд у Метрополітен-музеї. З 1975 по 1980 рік він працював у таких журналах як Women's Wear Daily та W. Він також працював у The New York Times та інших виданнях, перш ніж остаточно осів у Vogue, де він працював як редактор розділу новин моди з 1983 по 1987 рік, а потім як креативний директор з 1988 по 1995 рік. З його подачі багато дизайнерів стали використовувати чорношкірі моделі на своїх показах. Теллі переїхав до Парижа в 1995 році, щоб працювати на W, але також продовжував залишатися консультантом у Vogue. З 1995 року він був членом ради опікунів коледжу мистецтв та дизайну Саванни. У 1998 році він повернувся в рідний журнал як головний редактор і залишався на посаді аж до свого відходу в 2013.
У 2008 році Теллі консультував майбутню першу леді Америки з питань моди, він же познайомив Мішель Обаму з дизайнером Джейсоном Ву, у якого вона почала купувати своє вбрання, у тому числі і свою інавгураційну сукню.
З березня 2010 по грудень 2011 Теллі був суддею в шоу «Топмодель по-американськи» (14 — 17-й сезони).
З 2013 по 2014 рік він обіймав посаду головного редактора журналу Numéro Russia, приєднавшись до команди незабаром після запуску журналу в березні 2013 року, але пішов у відставку після 12 випусків.
У квітні 2017 року Теллі почав вести своє власне радіо-шоу, присвячене моді та поп-культурі на супутниковій станції Radio Andy.
Андре Леон Теллі помер 18 січня 2022 на 74-му році життя в лікарні міста Вайт-Плейнс унаслідок інфаркту міокарда.

## Особисте життя
У 2007 році Теллі посів 45-е місце у списку журналу «Out» «50 найвпливовіших гомосексуальних чоловіків та жінок Америки». Під час своєї появи 29 травня 2018 року на шоу Венді Вільямс, коли Теллі запитали про його сексуальну орієнтацію, він заявив: «Ні, я не гетеросексуал; я кажу, що моя сексуальність мінлива».